# Boulevard de la Constitution
Le boulevard de la Constitution est une artère liégeoise.

## Situation et accès
Situé dans le quartier d'Outremeuse il relie le boulevard de l'Est et la place de l'Yser au quai du Barbou. 
Voies adjacentes
- Boulevard de l'Est
- Rue Saint-Pholien
- Place de l'Yser
- Rue Ernest de Bavière
- Rue du Pâquier
- Place Jehan le Bel
- Rue Gaston Grégoire
- Rue de la Loi
- Rue Ransonnet
- Rue de la Province
- Rue des Bonnes-Villes
- Rue Curtius
- Rue Dos-Fanchon
- Rue Alex Bouvy
- Quai de la Dérivation
- Quai du Barbou

## Historique
Dans la deuxième moitié du XIXe siècle, le biez du Barbou, un bras secondaire de la Meuse, devient un marécage nauséabond causé par le rejet des déchets des tanneries avoisinantes. Le conseil communal décide alors de remblayer le biez en 1872. Le comblement achevé en 1876 permet la création du boulevard la même année.

## Bâtiments remarquables et lieux de mémoire
L'ancienne maternité de l'hôpital de Bavière construite en 1905 et abritant depuis 1989 l'académie de musique Grétry est classée au patrimoine immobilier de la Région wallonne depuis 2008.
L'ancienne abbaye du Val des Écoliers fondée au XIIIe siècle et devenue la caserne Fonck au XXe siècle.
À l'extrémité ouest du boulevard, on trouve l'église Saint-Pholien.

### Activités
Tous les vendredis matin s'y déroule la brocante de Saint-Pholien.

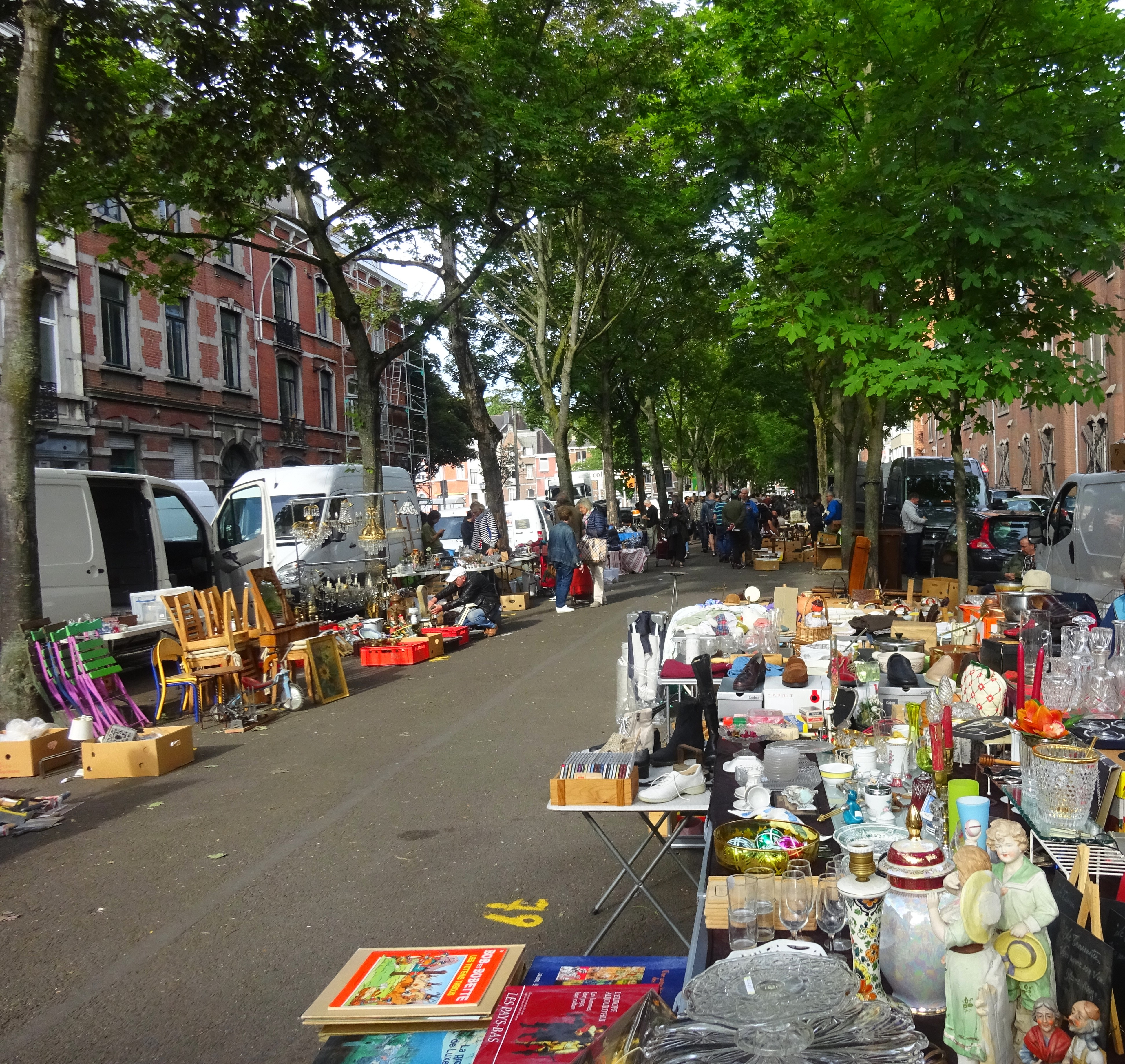
La brocante de Saint-Pholien